# Coke (Fußballspieler)
Coke (* 26. April 1987 in Madrid; bürgerlich Jorge Andújar Moreno) ist ein ehemaliger spanischer Fußballspieler.

## Karriere
Bei Rayo Vallecano fußballerisch groß geworden, rückte Coke 2005 in die erste Mannschaft auf. 2011 stieg er mit dem Verein in die Primera División, die höchste Spielklasse Spaniens, auf. Im Juni 2011 wechselte er zum Ligakonkurrenten FC Sevilla und unterzeichnete einen Vierjahresvertrag. Sein erstes Spiel für den FC Sevilla bestritt er gegen den FC Málaga, als er in der Halbzeitpause für Fernando Navarro eingewechselt wurde. Sein erstes Tor erzielte er am 17. März 2012 im Spiel gegen Real Saragossa. Mit dem FC Sevilla gewann er dreimal in Folge die Europa League. Im Finale 2016 erzielte er beim 3:1-Sieg gegen den FC Liverpool zwei Tore. Nachdem Trainer Unai Emery im Sommer 2016 den FC Sevilla verlassen hatte, plante sein Nachfolger Jorge Sampaoli nicht mehr mit Coke.
Zur Saison 2016/17 verpflichtete ihn FC Schalke 04 mit einem bis zum 30. Juni 2019 laufenden Vertrag. Bei seinem ersten Einsatz am 4. August 2016 für Schalke im Testspiel gegen den FC Bologna zog er sich eine Kreuzbandverletzung im rechten Knie zu und fiel sieben Monate lang aus; sein erstes Pflichtspiel bestritt er erst am 1. April im Revier-Derby gegen Borussia Dortmund (Endstand 1:1). Bis zum Saisonende kam er anschließend regelmäßig zum Einsatz und bestritt so insgesamt acht Bundesliga-Partien. In der anschließenden Saison 2017/18 kam Coke in der Hinrunde unter dem neuen Trainer Domenico Tedesco nur noch zu einem Einsatz im DFB-Pokal sowie zu einem Kurzeinsatz in der Liga.
Am 1. Januar 2018 kehrte Coke in die Primera División zurück und wechselte zunächst auf Leihbasis bis zum Saisonende zum Aufsteiger UD Levante. Bis zum Saisonende kam er in 17 Ligaspielen zum Einsatz und erzielte drei Treffer. Zur Saison 2018/19 erwarb die UD Levante schließlich die Transferrechte an Coke und stattete ihn mit einem Vertrag bis zum 30. Juni 2022 aus. Mit seinem Vertragsende verließ er den Verein und schloss sich im September 2022 dem Zweitligisten UD Ibiza an. Von 2023 bis 2024 spielte Coke zuletzt für den Drittligisten Atlético Sanluqueño, ehe er seine Spielerkarriere beendete.

## Erfolge
- Europa-League-Sieger: 2014, 2015, 2016